# Calonectris krantzi
Calonectris krantzi je izumrla morska ptica roda Calonectris. Izumrla je u ranom pliocenu i o njoj se samo malo podataka zna iz fosila. Fosili su nađeni u Južnoj Africi i Južnoj Karolini. Jedinke ove vrste su vrijeme uglavnom provodile same. Bile su mesožderi